# Relacions entre la República Popular de la Xina i la Unió Europea
Les relacions entre la República Popular de la Xina i la Unió Europea tenen una gran importància en l'àmbit geoestratègic de les dues parts.
Des que Marco Polo recorregué la ruta de la Seda a finals del segle xii, les relacions entre la Xina i els diferents estats europeus no s'han aturat.
Durant el segle xvi, les potències colonials d'Europa aconseguiren assentar-se en diferents punts de la costa de la Xina. Més tard, al segle xix, un nou impuls colonitzador d'Europa augmentà la presència europea en territori xinès. Capítols destacats d'aquest moviment són la Guerra de l'opi i la rebel·lió dels bòxers.
Durant les diferents etapes de la construcció europea, les relacions entre les dues parts s'han incrementat de manera substancial, especialment impulsades pel creixent desenvolupament econòmic de la Xina.
Periòdicament se celebra la cimera ASEM (Trobada Àsia-Europa). La més recent va tenir lloc a Finlàndia. Aquestes reunions inclouen la participació de tots els membres del Consell de la Unió Europea, el president de la Xina i els caps de govern de les nacions d'Àsia.
D'altra banda, la República Popular de la Xina és des del 9 d'octubre del 2004 el primer país no europeu que participa en el programa Galileo (sistema europeu de navegació per satèl·lit), després de la signatura de l'acord a Pequín per l'aleshores vicepresidenta de la Comissió Europea, Loyola de Palacio.

## Comerç
Des del 2006, quan el comerç entre la Xina i la Unió Europea ascendí a 210.900 milions d'euros, les dues parts són recíprocament el seu principal soci comercial.
Entre els socis comunitaris, Alemanya se situa al capdavant del comerç amb la Xina (més de 20.000 milions d'euros), molt per davant dels Països Baixos, que figuren en segon lloc. Per això, des de fa diversos anys la cancellera alemanya realitza visites regulars a la Xina durant el mes de desembre.
Les xifres de l'Administració General de Duanes xinesa discrepen de les publicades per la UE, car Pequín no hi inclou les exportacions xineses que viatgen a la UE a través de Hong Kong, perquè és una zona duanera diferent.
Després de l'obertura de la Xina a partir del 1978, el seu comerç amb els diferents estats que actualment conformen la UE s'ha incrementat 40 vegades i el 2003 superà per primera vegada els 100.000 milions d'euros.
A principis dels anys 1980, la Xina ocupava el lloc 25 entre els destins d'exportació de la UE. El 1990, ascendí al lloc 14, per pujar al sisè el 1999 i al tercer el 2003, per darrere dels Estats Units i Suïssa. El 60% de les exportacions de la UE cap a la Xina són maquinària i vehicles.

## Bloqueig sobre les armes
Xina ha instat repetidament la UE a alçar el bloqueig sobre les armes, en vigor des del 1989, fent entendre que el seu manteniment seria un obstacle al desenvolupament de les relacions bilaterals.
Una part dels membres de la UE agrupats al voltant del denominat eix francoalemany són favorables a l'alçament del bloqueig europeu sobre les vendes d'armes a la Xina decretat després dels esdeveniments que tingueren lloc durant les protestes de la plaça de Tiananmen del 1989. Per la seva banda Suècia, Països Baixos, Dinamarca i el Regne Unit temen una resposta negativa de l'opinió pública.

## Cimera del 2005
En el marc del trentè aniversari de l'establiment de les relacions bilaterals, se celebrà al setembre del 2005 la vuitena cimera anual entre les dues parts.
El principal punt a debatre eren diversos milions de peces de roba xineses que estaven retingudes a les fronteres de la Unió. Tanmateix, aquesta quantitat fou descomptada de la quota anual corresponent al 2006.
La cimera va tenir lloc a Pequín i inclogué la participació de José Manuel Durão Barroso, Tony Blair i Peter Mandelson, com a representants de la UE, i el primer ministre xinès Wen Jiabao, que presentà una proposta de cinc punts amb la qual esperava que ambdues parts incrementessin la seva cooperació en diverses àrees, entre aquestes les d'inversions, serveis, ciència i tecnologia.